# Mokhtar Dahari
Dato Mohd. Mokhtar bin Dahari (Setapak, 13 de novembro de 1953 – Subang Jaya, 11 de julho de 1991) foi um futebolista malaio que atuava como atacante.
Considerado o melhor jogador de seu país na década de 1970, é um dos expoentes do futebol malaio ao lado de Soh Chin Aun e R. Arumugam. Jogou praticamente toda sua carreira no Selangor FA, entre 1971 e 1987 (em 1986, chegou a se aposentar dos gramados antes de voltar a jogar), sendo o maior artilheiro da história do clube, com 177 gols em 375 jogos. Pelos Gigantes Vermelhos, conquistou 13 títulos (10 foram pela Copa da Malásia).
Em 1988, atuou pelo Kwong Yik Bank em 13 jogos e, apesar da idade (34 anos na época), manteve o faro de artilheiro ao fazer 20 gols antes de sua aposentadoria definitiva.
Por sua habilidade, força física e visão de jogo, foi apelidado de "Supermokh"  Um de seus momentos mais famosos foi durante um amistoso entre Selangor e Boca Juniors, quando apertou a mão de Diego Maradona (sendo comparado ao ídolo argentino pelos torcedores malaios). Ele também ficou conhecido por "Hero Dahari", apelido dado pelo ex-jogador Gordon Hill antes de um amistoso contra a seleção B da Inglaterra, em 1978.

## Seleção Malaia
Seu primeiro jogo pela Seleção Malaia foi em 1972, contra o Sri Lanka.
Fez parte do elenco que disputou a Copa da Ásia de 1976, onde os Tigres foram eliminados ainda na fase de grupos, com apenas um gol marcado, contra a China, feito justamente por Mokhtar; o jogo terminou empatado em 1 a 1. Foi também medalhista de ouro nos Jogos do Sudeste Asiático, em 1977 e 1979, além de levado o bronze na edição de 1981.
Despediu-se da seleção em 1985, disputando 142 jogos no total. Em 29 de junho de 2021, seus 89 gols com a camisa da Malásia foram oficialmente reconhecidos pela FIFA, tornando-se o terceiro maior artilheiro de uma seleção nacional, atrás apenas de Ali Daei e Cristiano Ronaldo, com 109, e superando o lendário húngaro Ferenc Puskás.

## Morte
Em 1988, pouco depois de encerrar a carreira, Mokhtar reclamou de dores de garganta e após uma consulta, descobriu que era portador de esclerose lateral amiotrófica. Posteriormente, foi a Londres para tentar se recuperar.
Após 3 anos e com o estado de saúde agravado, o ex-atacante faleceu em 11 de julho de 1991, aos 37 anos, no Centro Médico de Subang Jaya. A causa de sua morte, segundo a imprensa local, foi distrofia muscular, que só foi confirmada em um documentário intitulado "The Untold Truth About Supermokh" ("A Verdade não Contada sobre Supermokh"), lançado pela National Geographic em agosto de 2010.

## Títulos
Selangor FA
- Campeonato Malaio: 1984
- Copa da Malásia: 1972, 1973, 1975, 1976, 1978, 1979, 1981, 1982, 1984, 1986
- Supercopa da Malásia: 1985, 1987

Seleção Malaia
- Pestabola Merdeka: 1973, 1974, 1976, 1979
- Jogos do Sudeste Asiático: 1977, 1979